# Syzygium adelphicum
Syzygium adelphicum är en myrtenväxtart som beskrevs av Friedrich Ludwig Diels. Syzygium adelphicum ingår i släktet Syzygium och familjen myrtenväxter. Inga underarter finns listade i Catalogue of Life.